# Enter the Grave
Enter the Grave – pierwszy album studyjny brytyjskiej grupy muzycznej Evile. Został wydany 27 sierpnia 2007 roku przez wytwórnię płytową Earache Records.

## Lista utworów
1. "Enter the Grave" – 4:30
2. "Thrasher" – 3:09
3. "First Blood" – 4:20
4. "Man Against Machine" – 6:21
5. "Burned Alive" – 5:54
6. "Killer from the Deep" – 4:40
7. "We Who Are About to Die" – 7:43
8. "Schizophrenia" – 4:18
9. "Bathe in Blood" – 6:22
10. "Armoured Assault" – 5:38

## Twórcy
- Matt Drake – śpiew, gitara
- Ol Drake – gitara
- Mike Alexander – gitara basowa
- Ben Carter – perkusja